# Ernst Müller (Politiker, 1894)
Ernst Müller (* 1. Mai 1894 in Freiberg; † 10. März 1972) war ein deutscher Archivar und Politiker (LDPD).

## Leben
Ernst Müller wuchs in Leipzig auf. An der Universität Leipzig begann er ein Studium der Rechts- und Staatswissenschaften sowie der Geschichtswissenschaft, das er 1921 mit dem juristischen Staatsexamen abschloss. 1925 folgte die Promotion zum Thema Standesvorrechte und Adelsname im geltenden Recht. Ab 1926 war Müller als wissenschaftlicher Mitarbeiter am Stadtarchiv Leipzig tätig. 1945 wurde er zu dessen Leiter ernannt. 1958 musste er sein Amt krankheitsbedingt aufgeben. Seine wissenschaftlichen Forschungen zur Leipziger Stadtgeschichte setzte Müller fort, wobei er sich besonders mit der Bevölkerungsgeschichte, aber auch der Bau-, Messe- und Handelsgeschichte befasste und wichtige Quelleneditionen vorlegte. Parallel zu seiner beruflichen Tätigkeit war er in verschiedenen Funktionen für die Liberal-Demokratische Partei Deutschlands (LDPD) tätig: als Stadtverordneter in Leipzig, als Mitglied des Sächsischen Landtags von 1950 bis 1952 und als Bezirksabgeordneter für den Bezirk Leipzig von 1952 bis 1958.

## Ehrungen
- Verdienstmedaille der DDR[1]

## Schriften (Auswahl)
- Standesvorrechte und Adelsname im geltenden Recht. Zugleich ein Beitrag zur Systematik des Namensrechts (= Mitteilungen der Zentralstelle für deutsche Personen- und Familiengeschichte. Heft 32). Zentralstelle für deutsche Personen- und Familiengeschichte, Leipzig 1926, DNB 363630554.
- Die Häusernamen von Alt-Leipzig. Vom 15. bis 20. Jahrhundert mit Quellenbelegen und geschichtlichen Erläuterungen. (= Schriften des Vereins für die Geschichte Leipzigs. Band 15). Verein für die Geschichte Leipzigs, Leipzig 1931. DNB 365001511.
- Die Leipziger Zeitschrift für deutsches Recht als Quelle betriebswirtschaftlicher Forschung. Ettlingen 1935, DNB 570922100.
- Die Privilegien der Leipziger Reichsmesse. Hrsg. im Auftr. d. Oberbürgermeisters d. Reichsmessestadt Leipzig. Leipzig 1941, DNB 361240430.
- mit Heinz Füßler und Hans Gibbisch: Aus Geschichte und Neuaufbau der ehemaligen Rannischen Vorstadt Leipzigs. (= Leipziger stadtgeschichtliche Forschungen. Band 1). Bibliographisches Institut, Leipzig 1952. DNB 451508890.
- Leipziger Neubürgerliste. 1471–1501 (= Quellen und Forschungen zur sächsischen Geschichte. Band 6). Historische Kommission der Sächsischen Akademie der Wissenschaften zu Leipzig, Dresden 1969. DNB 720236053.
- Annelore Franke (Bearb.): Leipziger Neubürgerliste. 1502–1556. A–M. Stadtarchiv Leipzig, Leipzig 1981, DNB 209027703.
- Annelore Franke (Bearb.): Leipziger Neubürgerliste. 1502–1556. N–Z. Stadtarchiv Leipzig, Leipzig 1982, DNB 209155183.
- Häuserbuch zum Niendorfschen Atlas (= Quellen und Forschungen zur sächsischen Geschichte. Band 11). Akademie-Verlag, Berlin 1997, ISBN 3-05-003126-3.

## Einzelnachweis
1. ↑  Horst Thieme: Ernst Müller zum Gedenken. In: Sächsische Heimatblätter. Band 18, Nr. 6, 1972, S. 289

| Personendaten    | Personendaten                    |
| ---------------- | -------------------------------- |
| NAME             | Müller, Ernst                    |
| KURZBESCHREIBUNG | deutscher Archivar und Politiker |
| GEBURTSDATUM     | 1. Mai 1894                      |
| GEBURTSORT       | Freiberg                         |
| STERBEDATUM      | 10. März 1972                    |